# Pastor lapponum
Pastor lapponum, lapparnas herde, var den präst som verkade i en svensk lappförsamling. Lappförsamlingar var icke-territoriella församlingar inom Svenska kyrkan för den samiska befolkningen. Lappförsamlingarna upplöstes 1942, då medlemmarna också blev kyrkobokförda i den territoriella församling där de var mantalsskrivna.